# Chateau de La Fresnaye

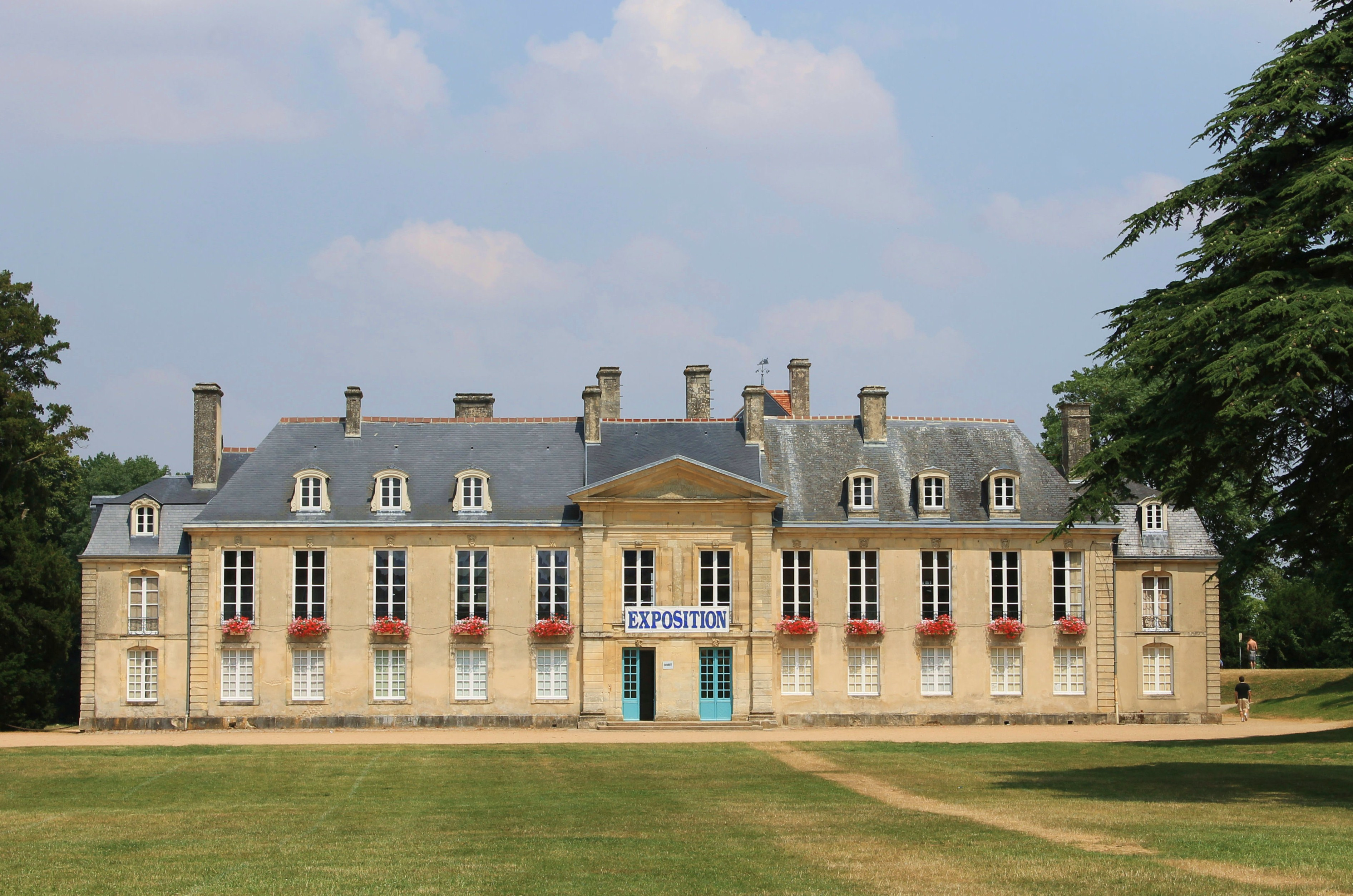
Château de la Fresnaye, juli 203

Le Château de la Fresnaye är ett slott i Falaise, Frankrike.
Under Franska revolutionen tillhörde slottet Alexandre Duval, en medlem av Académie Française. Under 1900-talet gjordes slottet om till ett hotell för lokala företag.